# Estado Cojedes
Cojedes es uno de los veintitrés estados que, junto con el Distrito Capital y las Dependencias Federales, forman la República Bolivariana de Venezuela. Su capital es San Carlos. Está ubicado en el centro-noroeste del país, en la región Central del país. Limita al norte con Yaracuy y Carabobo, al este con Guárico, al sur con Barinas, al oeste con Portuguesa y al noroeste con Lara. Con 401.530  habs, en 2023 fue el tercer estado menos poblado, por delante de Delta Amacuro y Amazonas. Posee 9 municipios autónomos y 15 parroquias civiles. Sus principales ciudades son: San Carlos, Tinaquillo, Tinaco, Las Vegas (Romulo Gallegos), El Pao y Macapo.

## Etimología
El nombre Cojedes, tiene su origen de la lengua Caribe, que significa: pueblo de cerámica o pueblo de ceramistas. Nombre que también posee uno de los ríos más importantes de esta entidad federal llanera.

## Historia
Los antecedentes históricos del estado se remontan hacia mediados del siglo XVIII. La ciudad de San Carlos fue fundada en el año 1760 por los misionarios Fray Gabriel de San Lucas y Fray Salvador de Cádiz, con el nombre de San Carlos de Austria. Otros pueblos importantes fundados por esa época fueron El Pao (1661); Nuestra Señora de la Chiquinquirá de El Tinaco, fundada por Fray Pablo de Orichuela (1760); Santa Clara de Caramacate, por Fray Cirilo Bautista de Sevilla (1750), los cuales estuvieron bajo la jurisdicción y administración de la Provincia de Caracas, con la categoría de Cantones.
El territorio actual de Cojedes formó parte de la provincia de Carabobo hasta el 3 de marzo de 1855, cuando la Asamblea Legislativa creó la provincia de Cojedes con capital en San Carlos, con los cantones de San Carlos, Tinaco y Pao.
El 28 de marzo de 1864, Cojedes dejó de ser Provincia y pasó a ser uno de los Estados fundadores de los Estados Unidos de Venezuela, para dar cumplimento con lo establecido en la Constitución federal vigente para ese año. En 1866 se fusionó con Carabobo en una sola entidad territorial, perdurando así hasta 1872 cuando se separaron de nuevo. En 1879 formó parte del Estado del Sur, que también incluía a Carabobo, Portuguesa, Zamora y el departamento Nirgua del estado Yaracuy.
En 1901 recobró su condición de estado, sin embargo esta fue perdida en 1904 cuando pasó a formar parte del estado Zamora, hasta el 4 de agosto de 1909 cuando adquirió nuevamente su autonomía.

## Geografía
El Estado Cojedes está situado en el centro del país y al llano del país y debe su nombre al río homónimo que significa “donde todo se da”. Posee una extensión territorial de 14 800 km², que representa el 1.62 % del territorio nacional. Es el decimoquinto con mayor superficie del país. Su clima es cálido.
Pertenece al sistema geográfico de los Llanos Centrales junto con el estado Guárico.

### Vegetación
Está constituida por grandes extensiones de llanuras pobladas de bosques y sabanas que predominan el paisaje, en donde además se encuentran extensos hatos de ganado bovino, uno de los principales recursos económicos del estado.
El árbol regional es el apamate, el cual es uno de los árboles más bellos, útiles y más cultivado de la flora venezolana. En algunas regiones del país es también conocido con los nombres de «roble colorado» (Zulia) y «orumo» (Falcón). Este árbol llega a medir hasta 30 m y tiene por hábitat el bosque caduco.
El estado Cojedes limita con los siguientes estados:
- Al norte con los Estados Yaracuy, Carabobo y Lara.
- Al este con el Estado Guárico.
- Al sur con el Estado Barinas.
- Al oeste con los Estados Portuguesa y Lara

### Hidrografía
El estado Cojedes cuenta con importantes fuentes de agua, como lo es la represa del Pao, ubicada en el municipio Pao, la cual cuenta con más de 1500 hectáreas y surte de agua a los estado Aragua y Carabobo. Pero en esta entidad llanera también corren importantes ríos.

#### Ríos principales
- Río Cojedes, con 340 km, afluente del Portuguesa, y el Pao.
- Río San Carlos.
- Río Tirgua
- Río Tinaco.
- Río Macapo.
- Río Tamanaco.
- Entre otros.

## División político-territorial
El estado Cojedes está compuesto de 9 municipios.
| Municipios de Cojedes |
| --- |
| Carabobo Barinas Portuguesa Lara Guárico Yaracuy Anzoátegui San Carlos Girardot Lima Blanco Pao de San Juan Bautista Ricaurte Rómulo Gallegos Tinaco Tinaquillo |

## Economía

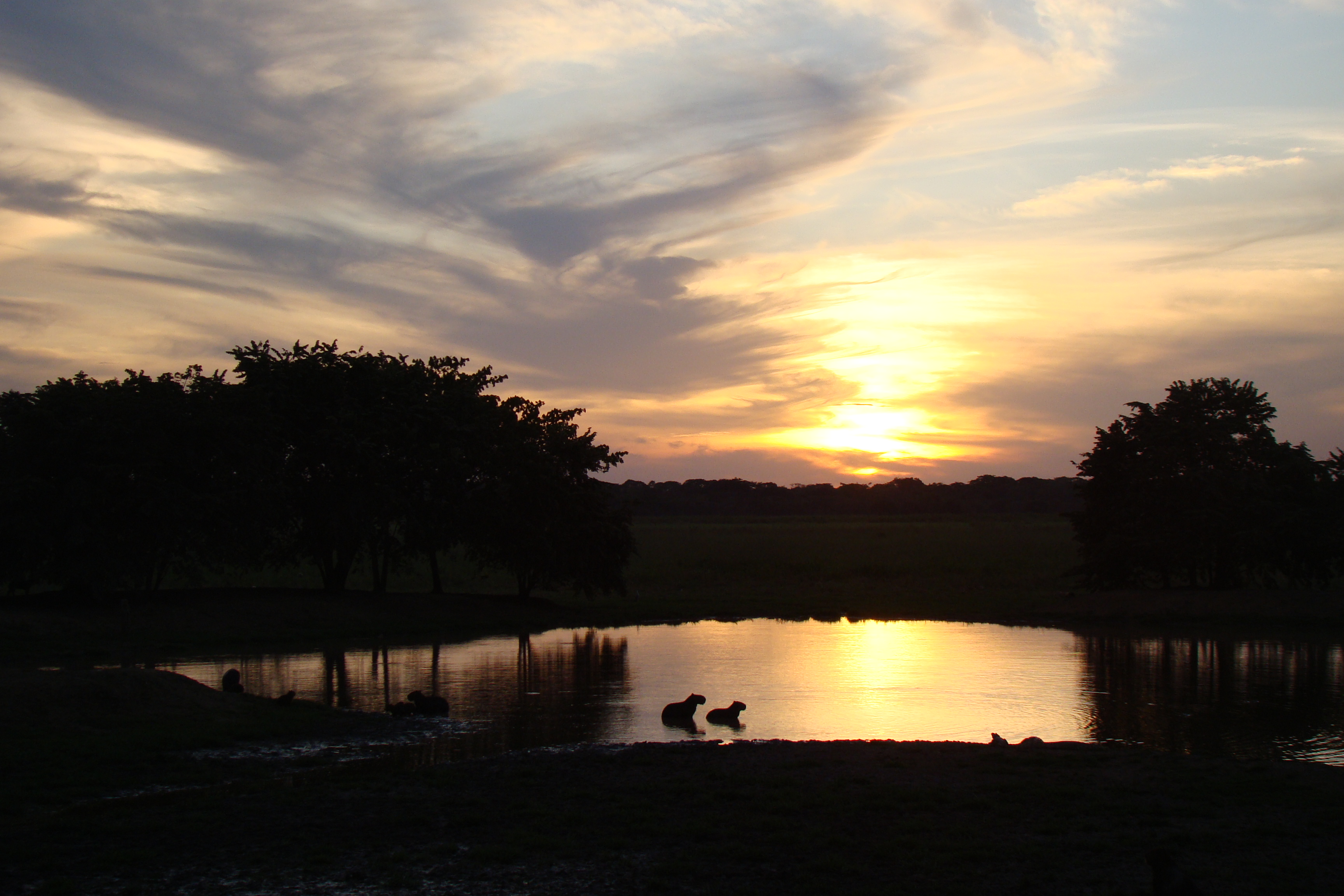
Hato Piñero, una reserva natural y hacienda ganadera en el sur del Estado Cojedes

Las principales actividades económicas del estado son la agricultura y la ganadería. Existe un gran contraste entre el uso agrícola y el potencial de tierras aptas para tal actividad. Los principales productos que se cultivan son: maíz, ñame, sorgo, quinchoncho, yuca y mango. En el sector pecuario dominan la ganadería bovina y porcina.

## Tradiciones
- San Pascual Bailón, el cual se define como el Patrón de Libertad de Cojedes. Se celebra el 17 de mayo de cada año.
- Fiestas Patronales de la Divina Pastora, Patrona de Cojedes, con aparición el Jobal, poblado de Libertad de Cojedes. Es celebrado el 8 de septiembre de cada año.
- Toros Coleados.
- Ferias del Mango
- Diablos Danzantes de Tinaquillo y de San Juan en San Carlos.
- Locainas, celebradas por el Día de los Santos Inocentes, o como comúnmente lo denominan, día de <<los locos>>. Se celebra los 28 de diciembre de cada año.
- Fiestas de San Isidro Labrador, patrono del municipio Lima Blanco celebrada el 15 de mayo

## Turismo
- Casa-Museo La Blanquera.

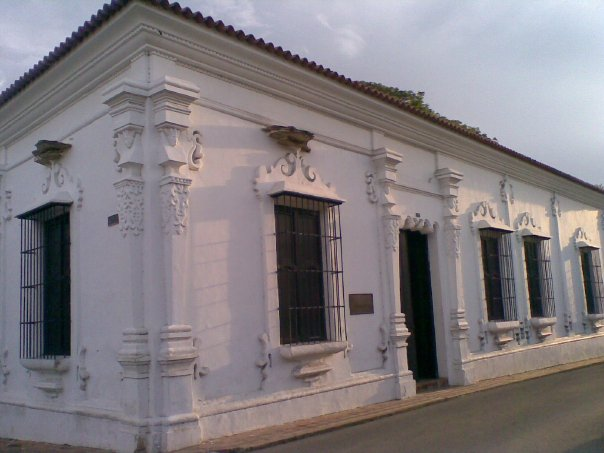
Casa La Blanquera.

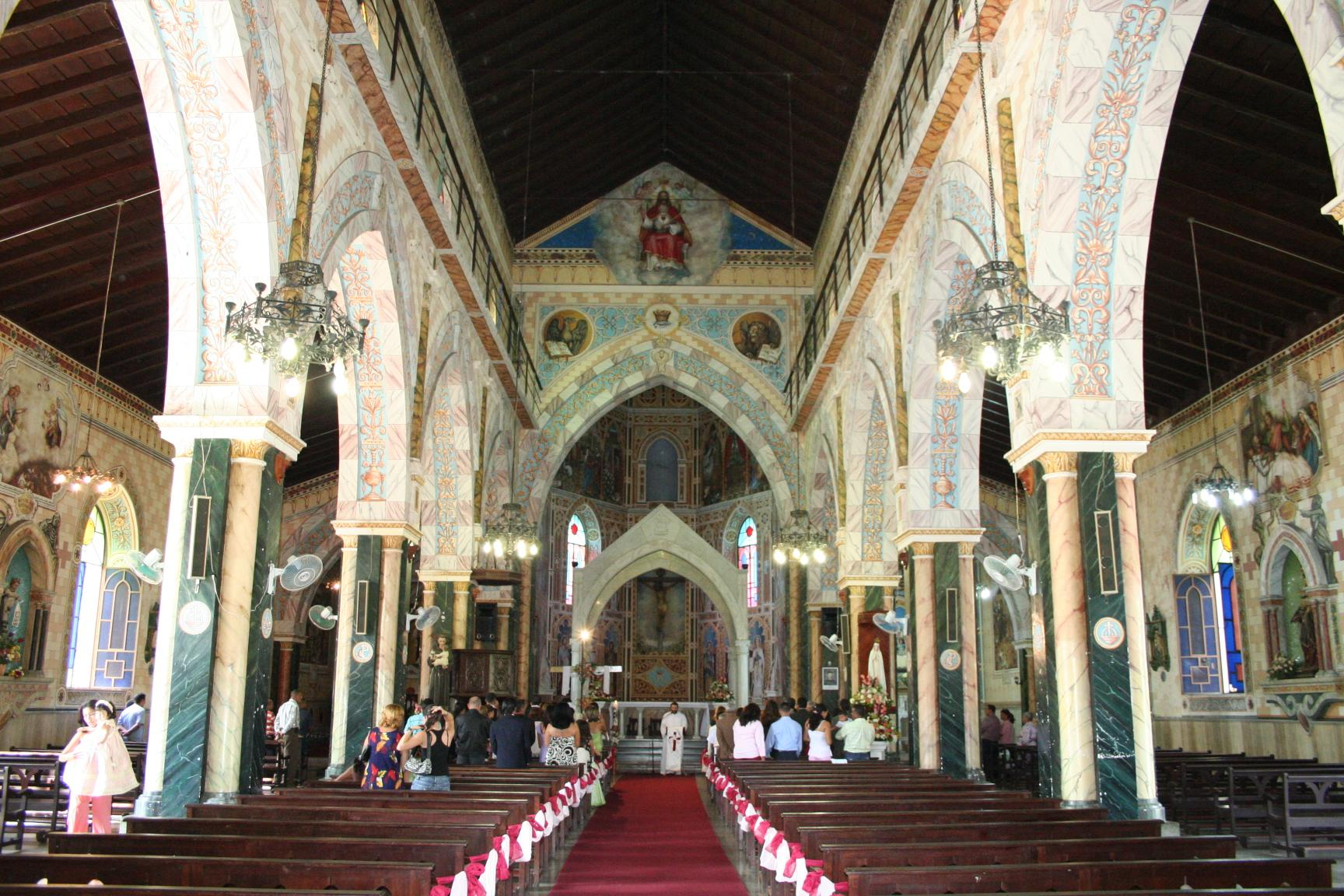
Interior de la Iglesia de Nuestra Señora del Socorro.

- Iglesia Inmaculada Concepción (Catedral de San Carlos).
- Iglesia Nuestra Señora del Socorro de Tinaquillo
- Ruinas del Beaterio o Colegio de Educandas de El Pao.
- Monumento de la Divina Pastora, Patrona del Estado en la Redoma de Libertad Municipio Ricaurte.
- Santuario Divina Pastora en Libertad de Cojedes.
- El Autódromo de San Carlos.
- Monumento al Mango de San Carlos
- Laboratorio de Referencia Nacional “Paula Correa Rodríguez” ubicado en el municipio Tinaco, es el primer laboratorio de diagnóstico fitosanitario y zoosanitario de Suramérica con referencia nacional e internacional.

### Patrimonios Naturales
- Río Bocatoma de San Carlos
- Aguas termales la Aguadita.
- Aguas Termales las Galeras de El Pao
- Balneario Boca Toma.
- El Hato Piñero.
- El parque nacional General Manuel Manrique.

## Gastronomía
Por tratarse de un estado llanero, es común el consumo de carnes producto de la cacería tales como: venado, capibara (chigüire), paca (lapa), etc.; así como peces de río como el pavón, el bagre, la cachama, la palometa o coporo, entre otros. Sin embargo, el plato más típico de este estado suele ser el llamado pabellón criollo "alterado", el cual consiste en sustituir el arroz blanco tradicional del plato por espaguetis y puede o no estar coronado por un huevo frito.
La variedad en su gastronomía se debe, en gran medida, a la influencia que recibe de las entidades federales aledañas, puesto que está rodeado por los estados Yaracuy, Carabobo, Guárico, Barinas, Portuguesa y Lara. Del mismo modo, se puede decir que Cojedes ha influenciado los platos de estos estados.
También posee variedades locales de postres y bebidas cuya elaboración dependen de frutas como el mango, coco, guayaba, lechosa, plátano y piña, por citar algunos.

## Deporte
En el estado se practican diversas disciplinas deportivas, en el 2003 fue inaugurada la  Universidad Iberoamericana del Deporte (ahora llamada Universidad
deportiva del sur). Entre las instalaciones que se pueden encontrar en Cojedes están:
- Estadio Tulio José Lazo
- Estadio Alfonso Ríos usado habitualmente para la práctica de béisbol y softbol.
- Estadio Gustavo “Patón” Martínez, Tinaquillo (Béisbol)
- Parque Guillermo Barreto Méndez
- Gimnasio de la Ciudad Deportiva (Baloncesto, Voleibol)
- Gimnasio “José Tadeo Monagas" del Complejo Deportivo Vencedores de Cojedes (voleibol, fútbol entre otros)
- Cancha techada de Manuel Manrique, municipio Ezequiel Zamora (Fútbol Sala)
- Autódromo Internacional de San Carlos.

De igual manera cuenta con diversos equipos deportivos de carácter profesional como:
- Vencedores de Cojedes Voleibol Club, que forma parte de la Liga Venezolana de Voleibol, desde el año 2017

## Política y gobierno
Este estado es autónomo e igual en lo político, organiza su administración y sus poderes públicos por medio de una Constitución del Estado de Cojedes, dictada por el Consejo Legislativo.

### Poder Ejecutivo
Está compuesto por el Gobernador del Estado Cojedes y un grupo Secretarios Estadales. El Gobernador es elegido por el pueblo mediante voto directo y secreto para un periodo de cuatro años y con posibilidad a una reelección inmediata para un periodo igual, siendo el encargado de la administración estatal. El gobernador actual es Alberto Galindez del partido regional Vamos, Vamos Cojedes que fue reelecto con el apoyo de la coalición Alianza Democrática y los partidos políticos: Un Nuevo Tiempo y Unión y Cambio.

### Poder Legislativo
La legislatura del estado recae sobre el Consejo Legislativo del Estado Cojedes unicameral, elegidos por el pueblo mediante el voto directo y secreto cada cuatro años pudiendo ser reelegidos por dos períodos consecutivos, bajo un sistema de representación proporcional de la población del estado y sus municipios, la entidad cojedeña cuenta con 9 diputados.

### Policía Estadal
Cojedes como uno de los 23 Estados de Venezuela y sobre la base de lo establecido en el artículo 164 de la Constitución de Venezuela de 1999 y en la ley de policía dictada por el Consejo Legislativo del estado, posee su propio Cuerpo Policial Autónomo y con jurisdicción regional llamado Policía del Estado Cojedes adscrito a la Secretaría de Seguridad Ciudadana del Gobierno Regional.